# Naya Rivera
Naya Marie Rivera (Valencia, California, 12 de enero de 1987-Lago Piru, California, 8 de julio de 2020) fue una actriz, cantante y modelo estadounidense. Conocida por su trabajo en la popular serie de comedia musical Glee, en la que participó desde 2009 hasta 2015, recibió varios premios, entre ellos un premio del Sindicato de Actores y fue nominada a un Premio Grammy.
Comenzó su carrera como actriz infantil y modelo, apareciendo primero en comerciales nacionales de televisión. A los cuatro años, obtuvo el papel de Hillary Winston en la comedia de situación de CBS The Royal Family (1991–1992), lo que le valió una nominación al premio Young Artist a los cinco años. Después de una serie de papeles recurrentes en televisión y algunas apariciones como invitada durante su adolescencia, obtuvo su gran oportunidad en 2009 con el papel de Santana Lopez en la serie de televisión de Fox Glee. Por este papel, recibió elogios de la crítica y varios premios, incluido un premio del Sindicato de Actores y un premio ALMA, además de ser nominada, junto con el resto del elenco, a un premio Grammy y un premio Brit.
En 2011, firmó con Columbia Records como artista musical solista y, aunque nunca lanzó un álbum de estudio, en 2013 lanzó un sencillo titulado «Sorry». Ganó dos premios ALMA como artista musical. En la pantalla grande, Rivera debutó en el cine de terror con la película At the Devil's Door (2014), antes de interpretar un papel secundario en la comedia Mad Families (2017). Además de su trabajo como actriz, Rivera fue una defensora de diversas causas benéficas, especialmente los derechos LGBT, los derechos de los inmigrantes y los derechos de las mujeres. También se pronunció en contra del racismo, especialmente en la industria del entretenimiento. Su vida personal atrajo una significativa atención mediática durante su carrera, y en 2016 publicó una autobiografía titulada Sorry Not Sorry: Dreams, Mistakes, and Growing Up. Debido a sus diversos roles a lo largo de sus tres décadas de carrera, Rivera es considerada una pionera en la representación de los afro-latinos y la comunidad LGBT en la televisión.
El 8 de julio de 2020, Rivera se ahogó en el Lago Piru, cerca de Santa Clarita, California, mientras navegaba en un bote con su hijo de cuatro años. Después de una búsqueda de cinco días, su cuerpo fue encontrado la mañana del 13 de julio. Al momento de su muerte, estaba entre temporadas de la serie de televisión Step Up, en la que interpretaba a Collette Jones, el personaje principal femenino.

## Biografía
Naya Marie Rivera nació en Valencia, California, el 12 de enero de 1987. Creció en Valencia y vivió en Los Ángeles o sus alrededores durante la mayor parte de su vida. Tenía ascendencia afroamericana, alemana y puertorriqueña. Cuando el término «afrolatino» se popularizó en la década de 2010, a menudo se la identificaba de esa manera. Su madre, Yolanda Previtire (de soltera White), es agente inmobiliaria y exmodelo, mientras que su padre, George Rivera, trabajó en varios empleos de TI, incluidos puestos en Disney y Universal Music. Sus padres se casaron en 1986, pero se divorciaron en 1996. En 1999, su madre contrajo matrimonio con Charles Previtire, con quien Rivera mantenía una relación cercana. Sin embargo, no llegó a conocer realmente a sus abuelos.
Su abuela materna, Clara White, fue consejera de abortos y figura en el movimiento por los derechos civiles. Clara participó en la Marcha sobre Washington, las marchas de Selma a Montgomery y los disturbios de Chicago en 1968. Además, organizó protestas junto al activista y abogado Lloyd Barbee, quien también la representó.
Rivera no creció hablando español en casa, pero lo comprendía y más tarde lo aprendió a hablar. Fue la mayor de tres hijos: su hermano menor es el exjugador de la NFL Mychal Rivera (n. 1990) y su hermana menor es la modelo de pasarela Nickayla Rivera (n. 1994). Durante el matrimonio de sus padres, la situación económica de la familia fluctuaba drásticamente, viviendo a veces de manera acomodada y en otras ocasiones enfrentando dificultades. Cuando atravesaban problemas financieros, Rivera aprobó el uso de parte del dinero que había ganado de niña, el cual estaba guardado en su cuenta Coogan. La familia poseía un bote y solían salir a navegar cuando Rivera era pequeña. De adulta, seguía disfrutando de navegar y realizaba muchos viajes al lago Piru, cerca de su hogar, al que consideraba su «santuario».
Cuando tenía entre 8 y 9 meses de edad, Rivera comenzó a ser representada por la misma agente de talento que su madre, quien se había mudado a Los Ángeles para dedicarse al modelaje. Desde joven, Rivera era fanática de Michael Jackson y, como actriz infantil, se hizo amiga de una sobrina de Jackson mientras asistía a audiciones. Visitó el rancho Neverland en dos ocasiones, aunque sin la presencia de Jackson. También conoció a Tupac Shakur cuando era niña; el rapero, que admiraba su trabajo como actriz, se acercó a presentarse después de ver a su familia en el aeropuerto LAX.
Rivera asistió a la escuela secundaria Valencia High School en Santa Clarita, donde se graduó en 2005. Su madre la convenció de unirse al coro durante su primer año, pero lo dejó después de unas semanas porque siempre pasaban por alto su talento en favor de su compañera de clase Nazanin Mandi. Rivera la retó a una competencia de canto para un solo, pero Mandi se negó, por lo que Rivera decidió abandonar el coro. Quería ser animadora, pero su familia no podía costearlo. En lugar de participar en actividades escolares, Rivera dedicaba su tiempo libre a asistir a audiciones. Durante su adolescencia, sufrió anorexia, algo de lo que habló públicamente en su vida adulta. En 2019, Rivera describió su experiencia en la escuela secundaria como «terrible», mencionando en varias ocasiones que se debía a su actitud hacia la educación (en comparación con su carrera), la falta de café en la escuela y el racismo.

## Carrera

### 1991–2008:The Royal Familyy comienzos de su carrera
Rivera apareció en comerciales para Kmart cuando era bebé, pero su primer trabajo actoral significativo fue a los cuatro años, cuando interpretó a Hillary Winston en la comedia de situación The Royal Family en 1991. Como no podía leer los guiones, aprendía sus líneas mediante la recitación y las memorizaba. Esta habilidad la acompañó a lo largo de su vida, ya que era conocida por aprender sus diálogos rápidamente y no cometer errores en el set. El programa recibió críticas positivas y altos índices de audiencia al principio, pero fue cancelado poco después de que la estrella, Redd Foxx, sufriera un ataque al corazón fatal durante el rodaje, algo que Rivera presenció. Ella escribió que Foxx y ella «eran mejores amigos intergeneracionales desde el momento en que se conocieron», y que lo consideraba como un abuelo. Ver morir a Foxx delante de ella a una edad tan temprana la afectó por el resto de su vida, especialmente al filmar finales de temporada. Aun así, dijo que en The Royal Family «se enamoró de estar en la televisión»; recibió una nominación al Young Artist Award por su actuación en la serie.
Como actriz infantil y adolescente entre 1992 y 2002, Rivera formó parte de la época dorada de las comedias de situación afroamericanas y tuvo papeles en The Fresh Prince of Bel-Air, Family Matters, The Jersey, Live Shot, Baywatch, Smart Guy, House Blend, Even Stevens y The Master of Disguise. En 2002, también apareció en el video musical de «Why I Love You» de B2K. Luego tuvo una aparición especial en The Bernie Mac Show en 2002, antes de regresar al programa para diez episodios a lo largo de sus cinco temporadas. Al crecer siendo de raza mixta en la industria del entretenimiento, descubrió que su etnicidad a veces le ayudaba y otras le frenaba: en ocasiones, los directores de casting no podían encasillarla porque «no era lo suficientemente negra o lo suficientemente latina» y le costaba conseguir papeles en cualquiera de las dos etnias, pero también dijo que «podía interpretar a muchas etnias diferentes, desde una simple chica blanca de piel oscura, hasta latina o afroamericana», ampliando los roles para los que podía audicionar. Esto también le preocupaba, ya que sentía que a veces la elegían para trabajos de modelo solo por ser «la chica étnica». En 2016, comentó que seguía enfrentando racismo en los cástines, utilizando como ejemplo una audición en la que le dijeron que perdió el papel frente a una mujer blanca porque «el tamaño de sus labios distraía a los ejecutivos masculinos», y agregó: «¿Sabe que eso es racista? Soy hispana y negra; no puedes decir eso».
A medida que crecía, apareció en episodios de 8 Simple Rules y CSI: Miami. También grabó música durante su adolescencia, con su padre colándola en su lugar de trabajo, y trabajó con Al B. Sure! a los catorce años. Para entonces, los papeles empezaron a escasear y trabajaba con menos frecuencia. Entre audiciones y papeles, Rivera trabajó como teleoperadora, niñera y recepcionista en una tienda de Abercrombie & Fitch. En 2006 y 2007, participó en una producción de la obra de teatro de Mark E. Swinton, U Don't Know Me: The Musical, tanto en Los Ángeles como en la gira nacional. También audicionó para una temporada no especificada de American Idol durante las audiciones en San Francisco, pero fue eliminada en la primera ronda. En marzo de 2008, Rivera comenzó a estudiar guionismo en la New York Film Academy, graduándose el mismo año.

### 2009–2011:Glee
En 2009, Rivera fue elegida para interpretar a Santana Lopez, una porrista de secundaria, en la serie de comedia musical de Fox Glee, sobre un club de coro de secundaria. Audicionó para la oportunidad de «cantar, bailar y actuar en el mismo programa», y porque era fan del trabajo previo del cocreador Ryan Murphy en Nip/Tuck. Para prepararse para el papel, se basó en su propia experiencia de impopularidad en la secundaria, además de ver películas como Mean Girls para «entrar realmente en el ambiente y sentirse como una estudiante de segundo año odiosa». Rivera describió a su personaje Santana como «un poco mala» y «la típica porrista de secundaria, en su mayor parte», diciendo que disfrutaba interpretar a Santana porque «siempre tiene esas réplicas ingeniosas que lanza». El LA Times escribió que Rivera estaba «lamentablemente infrautilizada durante gran parte de la primera temporada de Glee», aunque Santana tuvo un papel más destacado en los últimos nueve episodios. Rivera comentó en ese momento que «Santana ha estado causando problemas con los novios, los bebés y los profesores de la gente, es el terror de la escuela secundaria, y seguirá siendo la villana». Rivera mantuvo su trabajo como niñera mientras trabajaba en los primeros tres episodios de Glee, sin saber si la volverían a contratar; Murphy quedó tan impresionado con ella que «convenció a la cadena» para contratarla en ese momento. Después de que aumentara su tiempo en pantalla y su participación musical en la segunda mitad de la primera temporada, Rivera fue promovida a regular en la serie a partir del comienzo de la segunda temporada, algo que se dijo que se ganó porque su «magnetismo en pantalla era innegable». Le dieron su primer solo en el quinto episodio de la segunda temporada, The Rocky Horror Glee Show, y realizó varios más a medida que avanzaba la temporada.

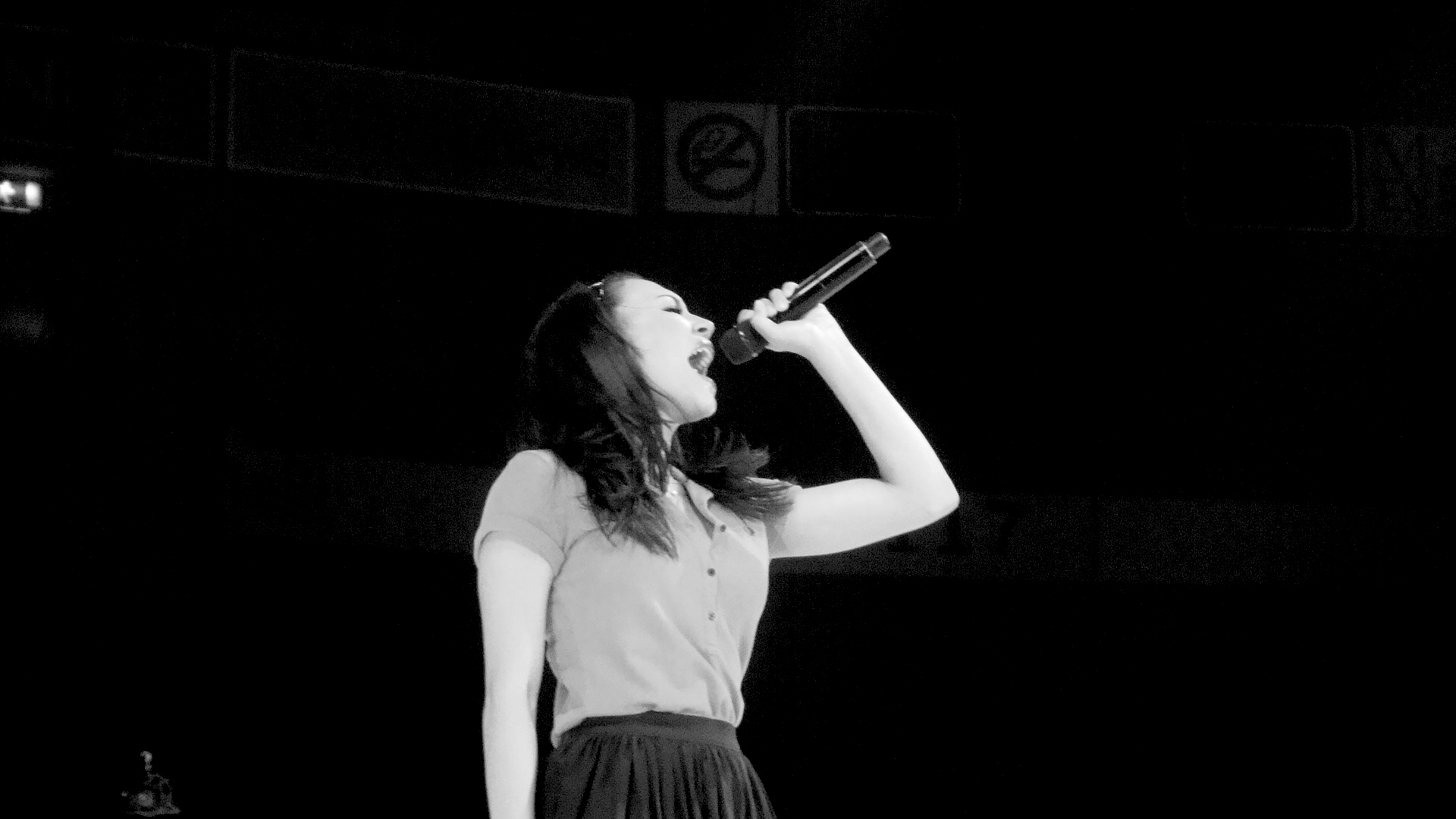
Rivera interpretando la canción «Valerie» en el personaje de Santana Lopez en el Manchester Arena durante la gira de conciertos de Glee en 2011.

Durante la segunda temporada, el papel de Rivera en la serie cambió radicalmente cuando se reveló que su personaje era lesbiana. Rivera interpretó a Santana luchando por aceptar su sexualidad, su amor por su mejor amiga y su incapacidad para salir del clóset. Rivera habló sobre el desarrollo de este aspecto de su personaje, diciendo que fue una idea inicial de los escritores como «algo divertido» para un chiste rápido; la actriz insistió en que la sexualidad y la relación se tomaran en serio. Recibió críticas favorables por su actuación y es celebrada por la representación que Santana y su interpretación del personaje brindaron: en un análisis sobre el legado de Rivera, se dijo que «en un panorama carente de representación, Santana era un oasis. Una mujer de color audaz, completa, hilarante y abiertamente gay, sin disculpas». En 2013, la escena de salida del clóset de Santana en la segunda temporada fue descrita como «uno de los hitos de toda la serie». En relación con el programa, Rivera fue mentora invitada en el episodio «Sexuality» de la segunda temporada de The Glee Project y, en enero de 2011, apareció en una parodia de Funny or Die de «Nuthin' but a 'G' Thang», llamada «Nuthin' But a Glee Thang», que fue coescrita por su compañera de Glee Heather Morris. Rivera y Morris interpretaron a novias y, finalmente, esposas en la serie; Rivera comentó que ambas se sentían cómodas filmando escenas íntimas, pero que estas se volvían incómodas porque «todos los chicos querían visitar el set». Se mantuvieron como grandes amigas por el resto de la vida de Rivera.

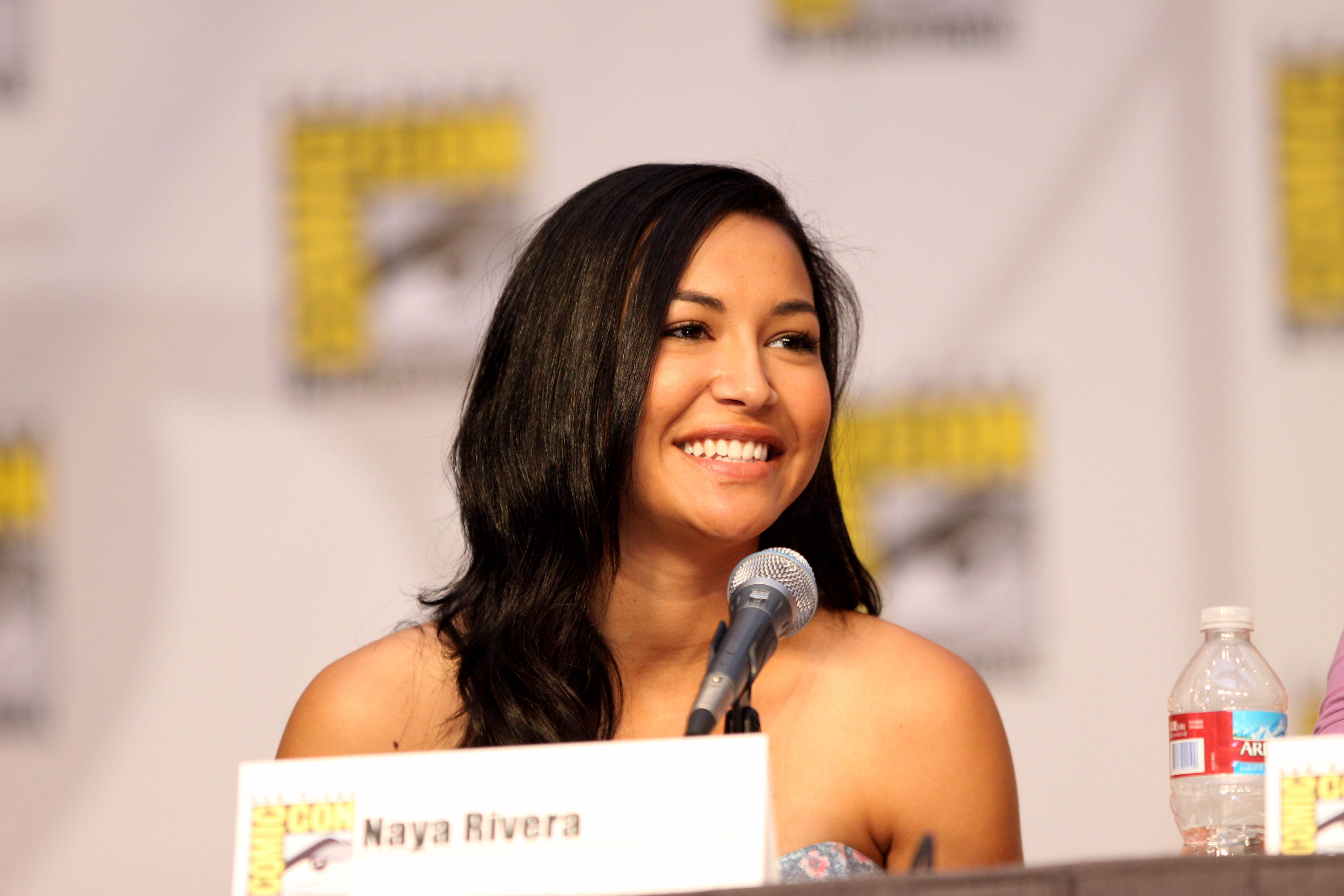
Rivera en el panel de Glee en la Convención Internacional de Cómics de San Diego 2010 en San Diego, California.

En 2011, Rivera ganó su primer Premio ALMA, como «Artista Musical Femenina Favorita»; ganó dos más en 2012, en las categorías de «Actriz de Televisión Favorita – Papel Protagónico en una Comedia» y «Artista Musical Femenina». Recibió muchos elogios de la crítica tanto por su actuación como por sus interpretaciones musicales en la segunda mitad de la segunda temporada y al comienzo de la tercera temporada de Glee. Al finalizar 2011, ella o su personaje aparecieron en muchas listas de «Lo Mejor de», incluidas las «25 Estrellas Revelación de 2011» de HitFix, las «Mejores Actuaciones de 2011» de TV Guide y los «Mejores Personajes de TV de 2011» de MTV; en 2020, Santana apareció en la lista de Thrillist de los «100 Mejores Personajes de TV del Siglo XXI», en el puesto 85, siendo el único personaje de Glee incluido. En la tercera temporada, el personaje de Rivera, Santana, fue forzado a revelar su sexualidad y comenzó a aceptarla públicamente, lo que le dio a Rivera tramas más complejas y emocionales. También interpretó un dueto con Ricky Martin y trabajó con Gloria Estefan, quien fue elegida para interpretar a la madre de Santana. Estefan dijo que estudió la actuación de Rivera como inspiración para su propio personaje, explicando: «Ya sabía que [Santana] era muy sarcástica, pero [también] tiene un corazón. [...] Así que su madre tenía que ser dura como el acero, pero con ese toque sarcástico», además de ser comprensiva. Hablando de las nominaciones a los Emmy en 2012, Collider comentó que Rivera era «indudablemente el único punto brillante» de la temporada. Study Breaks destacó que, aunque Santana tuvo tramas impactantes sobre su sexualidad, se alejaba del «tópico popular» de personajes queer definidos únicamente por su rareza, ya que «también protagoniza muchas otras tramas en la serie. Los escritores de Glee dejan en claro que Santana es lesbiana, pero también es una soñadora feroz y motivada que ama y pierde como cualquier otra persona», y el artículo añadió que su «firme sentido de sí misma va más allá de su raza y sexualidad».
Cuando se acercaban los 64.ª Premios Primetime Emmy en 2012, muchos críticos y medios la consideraban merecedora de una nominación; The Hollywood Reporter la incluyó en su sesión de fotos «Emmys 2012: Supporting Players», la foto anual de los 25 principales contendientes en las diversas categorías de actuación de reparto, y fue honrada por medios como E!, HitFix y TV Guide. Fue elegida por la Academia de Televisión para presentar el video «Countdown to the Emmys» para la próxima ceremonia de premios, un video de introducción a la ceremonia de cada año que es visto por un estimado de 25 millones de personas. Para los premios, Rivera presentó el episodio de Glee «Mash Off» para su consideración en la categoría de «Mejor Actriz de Reparto en una Serie de Comedia» – un episodio que había generado mucho entusiasmo para los Emmy – porque «estaba muy bien equilibrado. [Glee es] una comedia, pero [también] pude mostrar algunos aspectos dramáticos del personaje» en él. A pesar de esto, Rivera no fue nominada para un Emmy en 2012, ni en su vida, algo que los medios generalmente consideraron un desaire; The Daily Beast argumentó que ella y otros actores fueron pasados por alto porque sus personajes eran jóvenes, mientras que en 2020 se criticó a la Academia de Televisión por años de subrepresentación latina en los Emmy.

### 2012–2014: Debut musical en solitario y debut cinematográfico

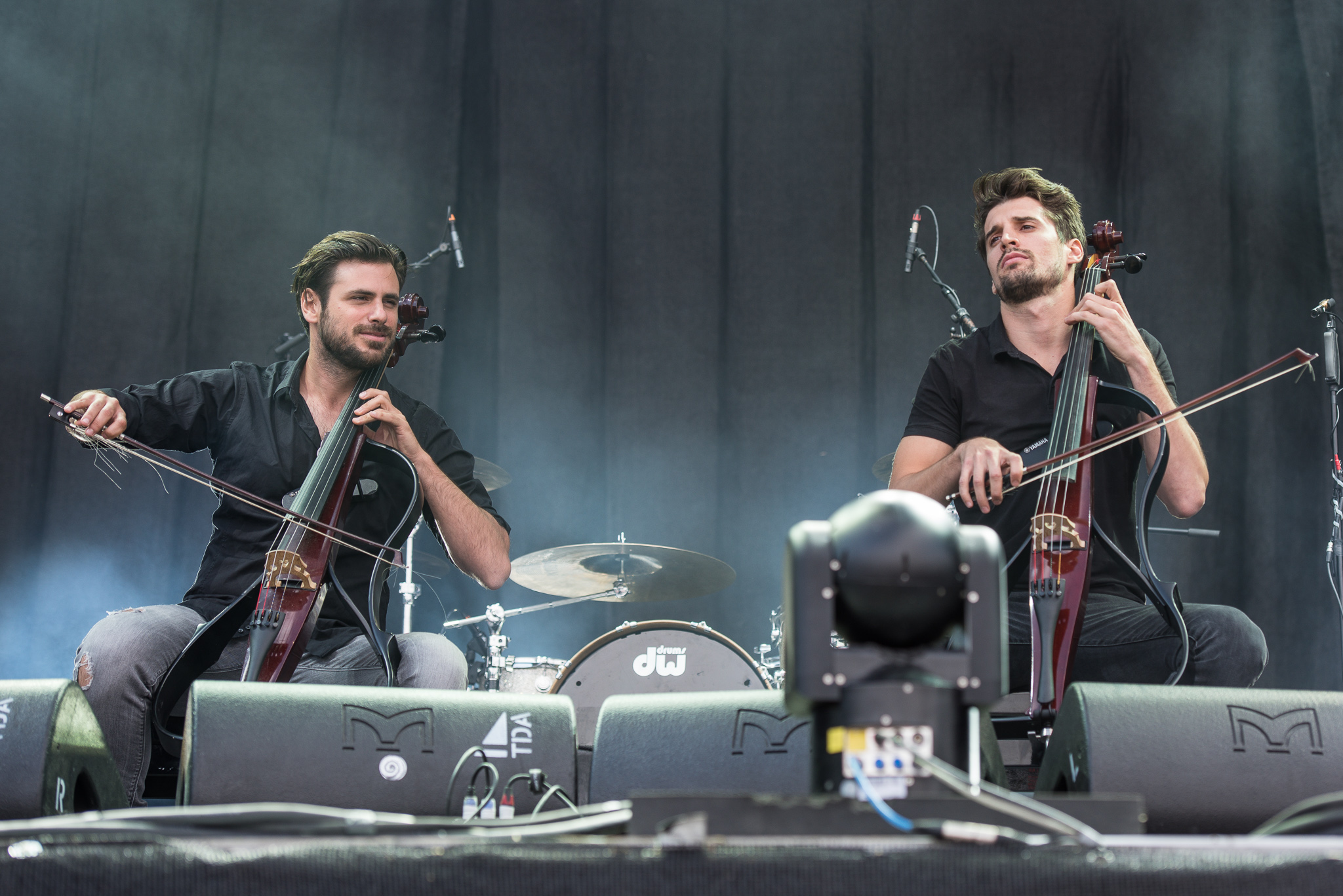
Rivera publicó dos sencillos con el dúo de violonchelistas croatas 2Cellos.

Rivera continuó en un papel principal en Glee durante las cuarta y quinta temporadas, de 2012 a 2014. Mientras trabajaba en las últimas temporadas de Glee, Rivera emprendió otros proyectos. En mayo de 2011, se anunció que había firmado un contrato con Columbia Records para producir un álbum en solitario; ella comentó que había «estado esperando este día desde que era una niña» y que «siempre había sido su sueño lanzar su propia música». En 2012, el dúo musical 2Cellos lanzó el segundo sencillo de su segundo álbum, una versión de «Supermassive Black Hole» de Muse con la participación vocal de Rivera. Ella también protagonizó el video musical de la canción. Rivera y 2Cellos se conocieron y trabajaron juntos con Grant Gustin para una canción incluida en Glee, y los cellistas pensaron que la «voz sexy» de Rivera sería perfecta para su versión de Muse.
En una etapa temprana de la producción de 2012 de Los juegos del hambre, Rivera fue considerada para el papel de Katniss Everdeen, un rol que no consiguió, y más tarde fue una favorita para ser seleccionada como Johanna Mason en la secuela En llamas, un papel que ella dijo que «le encantaría interpretar».
Cuando comenzó la cuarta temporada de Glee, Rivera expresó su deseo de que se mostrara más de la familia de su personaje y de que ella tuviera más diálogo en español para «realmente celebrar la cultura», diciendo que debería haber más personajes latinos; a medida que comenzó a emitirse, ella comentó que Santana estaba «en limbo» y sin dirección. Vulture dijo que Rivera era «la mejor parte de [la cuarta temporada], incluso si no ha estado en todos los episodios»; las historias de Santana incluían romper con el personaje de Morris, Brittany, y mudarse a la ciudad de Nueva York. En el verano de 2013, Complex la describió como «la estrella más grande del [show]» con su propio «fan base de culto». La producción de la quinta temporada de Glee fue brevemente pospuesta tras la muerte del actor Cory Monteith, ya que estaba programada para comenzar a filmarse en julio de 2013; Rivera estaba cerca de Monteith y emitió una declaración diciendo que él «siempre será parte de [su] propia familia», así como liderando un momento de silencio por él en el Festival de Cine de Giffoni el 24 de julio de 2013. En la quinta temporada, Santana inicia una nueva relación con el personaje de Dani, interpretado por Demi Lovato, antes de regresar con Brittany, aunque Rivera no apareció en el final de la temporada.
El sencillo debut de Rivera, «Sorry», con la participación del rapero Big Sean, fue lanzado como descarga digital el 17 de septiembre de 2013. Aunque sus actuaciones más populares en Glee eran baladas suaves, ella eligió escribir «algo un poco más brillante y con alma» para su propia música y trabajó con su propio equipo, incluido el baterista de Glee, John Lock, en lugar de seguir las sugerencias de Columbia; ella dijo que le dijo a la discográfica: «Esto es lo que estoy haciendo. Súbanse o bájense. Creo que "Sorry" es una canción de verano y quiero que esté en la radio para finales del verano». El sencillo rápidamente alcanzó el top 40 en la lista Billboard Rhythmic y el top 10 en la lista de descargas de iTunes. Sin embargo, la producción del álbum «se detuvo un poco» debido a «tantas cosas que estaban pasando». Rivera comentó: «La política se involucró, así que lo he puesto en espera». Durante este período, ella protagonizó un comercial de M&Ms titulado «Love Ballad» que se emitió durante el Super Bowl XLVII el 3 de febrero de 2013, como la novia del personaje antropomórfico «Red» de M&M, y dio voz a un personaje de reno rebelde llamado Sparkle en la película navideña de 2013 The Naughty List, por la cual ganó un premio de actuación de voz.
At the Devil's Door, el debut cinematográfico de Rivera, en el que interpretó el papel principal de Vera, se estrenó en el Festival de Cine South by Southwest en Austin, Texas, el 9 de marzo de 2014. La película ha sido descrita por su director, Nicholas McCarthy, como «un tipo único de película de género, casi como un cubo Rubik de una película de terror». Rivera explicó que «no había mucho gritar. No es una película de sustos». La película se lanzó a través de video bajo demanda el 8 de agosto de 2014, y se estrenó en cines el 12 de septiembre de 2014. Continuó siendo proyectada en festivales, recibiendo críticas mixtas. Sin embargo, la actuación de Rivera recibió elogios. Edgar Chaput de Sound on Sight la llamó «la destacada [y] la actuación más natural en la película», y Marsha McCreadie de Film Journal escribió que la película «no cobra impulso hasta bien entrada la historia, cuando Rivera lleva la narrativa». Jeremy Kibler de Diabolique escribió: «Proveniente principalmente de un entorno televisivo y divertida de ver [...] la llamativa Naya Rivera se adapta a la gran pantalla con facilidad frente a la cámara. Su Vera es tenaz y rígida, pero con la cantidad justa de vulnerabilidad».
El 1 de mayo de 2014, se informó que Columbia había dejado a Rivera debido a que su sencillo debut no había tenido el rendimiento esperado, pero el representante de Rivera emitió una declaración a los medios afirmando que tales afirmaciones eran falsas, y que podrían tomar acciones legales para asegurar la credibilidad de Rivera. Posteriormente, Rivera trabajó en un proyecto con Guillermo Díaz, dirigiendo un cortometraje de servicio público sobre el efecto de la inmigración en los niños y sus padres. La parte del proyecto de Díaz se centra en contar las historias de los jóvenes DREAMers y el miedo que tienen a que sus madres sean deportadas, y la parte de Rivera explora la cultura de los inmigrantes en Estados Unidos. El filme es visualmente muy estilizado e incorpora tomas de 360 grados. Rivera le dijo a Buzzfeed en ese momento que «la inmigración muestra cuán hermosa es América como país, cuán diversa es [...] es lo que obtienes cuando tienes diferentes culturas en un solo lugar. Si todos pensaran de esa manera, la inmigración sería más de un no-brainer».

### 2015–2020: Vuelta a la televisión

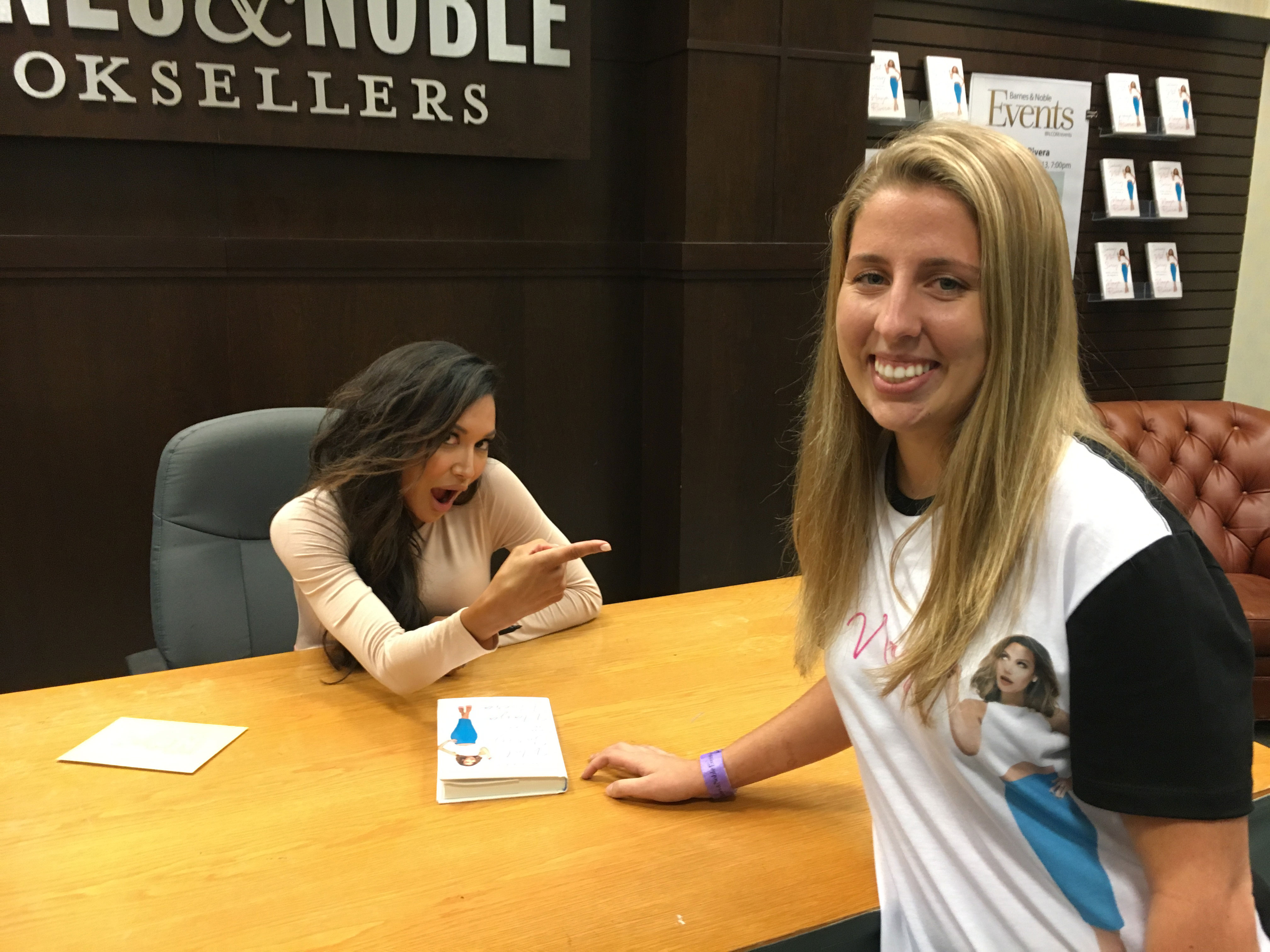
Rivera posando con un fanática en una firma de libros en 2016 en The Grove. En una entrevista de 2016 dijo: «Soy de Los Ángeles y si eres de Los Ángeles, sabes que lo lograste si consigues una firma de libros en el Barnes & Noble en The Grove, perra».

En 2015, Rivera interpretó el papel recurrente de Blanca Alvarez en la tercera temporada de la serie dramática Devious Maids de Lifetime, y de 2014 a 2015 fue anfitriona recurrente en The View. Apareció en la temporada final de Glee en 2015, pero pidió que su papel fuera reducido para poder centrarse en otros trabajos. Inicialmente, solo iba a presentar algunos episodios de The View, pero sus apariciones generaron «fragmentos de audio que se hicieron virales» y dieron un impulso al programa en redes sociales; se informó que los productores estaban considerando «planes más grandes» para Rivera antes de que se convirtiera en una presentadora habitual. Rivera fue la primera persona considerada para el papel de Blanca en Devious Maids, ya que los productores estaban «muy interesados en tener a una actriz reconocida para el papel»; inicialmente, no creían que Rivera estuviera interesada. El showrunner Brian Tanen describió al personaje como «pivotal». Mitchel Broussard, de We Got This Covered, comentó que ella era «quizás la parte más interesante» de la temporada, y que su historia «destilaba los orígenes telenoveleros del programa». En ese tiempo, Rivera también trabajaba en música con Gloria Estefan tras haberla conocido en Glee; sin embargo, el embarazo de Rivera «desvió» esta colaboración y no produjeron nada.
Rivera escribió una memoria titulada Sorry Not Sorry: Dreams, Mistakes, and Growing Up, publicada en septiembre de 2016, la cual decidió escribir mientras estaba en The View, tras ser repentinamente sorprendida por la pregunta de un miembro del público sobre lo que significaba ser un modelo a seguir, sintiendo que estaba a la sombra de Santana. Decidió revelar más sobre su vida y elecciones para poder sentirse más digna de ese título. Jarett Wieselman de BuzzFeed News escribió en el momento de su lanzamiento que el libro era importante para Rivera porque «estaba muy embarazada cuando terminó Glee, así que era prácticamente imposible capitalizar el impulso del programa», pero aún podía escribir. Después del nacimiento de su hijo, Josey, en septiembre de 2015, Rivera eligió tomarse un tiempo de descanso de la actuación para pasar con él, debido al estilo de vida disruptivo que conlleva filmar para televisión. Regresó con un papel secundario en otra película, Mad Families, en 2017. La película se centra en tres familias—una blanca, una latina y una afroamericana—que se ven obligadas a convivir en un viaje de campamento, con el personaje «pacificador» de Rivera, Felipa, involucrada con ambas familias. En 2018, audicionó para el papel de Anita en el remake de 2021 de West Side Story con la canción «America», un tema y papel que había interpretado en Glee.
En 2017, se anunció que Rivera formaría parte del elenco de la serie Step Up: High Water de YouTube Red, asumiendo el papel principal de administradora escolar e instructora de danza, Collette Jones, junto a Ne-Yo y Faizon Love. El productor ejecutivo del programa, Adam Shankman, había dirigido a Rivera en el episodio de Glee «The Rocky Horror Glee Show» y la ayudó a prepararse para su primer solo en él. Dijo que Rivera asumió el papel principal en Step Up «como un favor» hacia él, antes de convertirse en «la madre de todo el elenco» y en la «estrella guía» del programa. El showrunner Holly Sorensen recordó que Collette fue uno de los últimos personajes en ser seleccionados; Shankman llamó a Rivera tan pronto como se discutió el papel, y ella mostró entusiasmo de inmediato. Rivera mencionó durante la segunda temporada que el programa se sentía como un hogar de la misma manera que lo hacía Glee. La serie se trasladó a Starz en mayo de 2020, y se anunció que Rivera continuaría en su papel; en ese momento, la tercera temporada estaba en producción, pero no se dio un calendario para su lanzamiento. Sobre la renovación, Sorensen dijo que Rivera estaba «más emocionada que nunca por una temporada de televisión». Tras la muerte de Rivera, Deadline informó que la tercera temporada sería reescrita, pero «no de inmediato», ya que el elenco y el equipo tomaron un tiempo para procesar la pérdida.
En 2019, se informó que el cómic Batman: The Long Halloween estaba siendo adaptado en una película animada en dos partes para DC Universe Animated Original Movies, con Rivera prestando su voz para Catwoman. La primera parte se estrenó el 22 de junio de 2021 y está dedicada a su memoria; la segunda parte se lanzó un mes después.

## Imagen pública
A lo largo de su carrera, Rivera apareció en las portadas de varias revistas, incluidas Cosmopolitan, Maxim, Rolling Stone, FHM, Complex, Glow, Prestige, The Hollywood Reporter, Cosmo for Latinas, Latina, Fit Pregnancy and Baby y Galore. Fue muy valorada en diversas listas de las personas más atractivas de estas publicaciones. Apareció en la lista «Maxim Hot 100» en 2010, 2011 y 2012, ocupando el puesto número 27 en 2012. Durante dos años consecutivos, en 2011 y 2012, fue clasificada en el primer lugar en la lista «Hot 100» de AfterEllen.com, ocupando el tercer lugar en 2013. En 2012 fue seleccionada por People en Español para su lista de los «50 Más Bellos» y figuró en la lista de las «100 Mujeres Más Sexys» de FHM, donde ocupó el puesto 39. En mayo de 2013, posó desnuda para una edición de la revista Allure.
En septiembre de 2012, Rivera fue nombrada una de los «35 Latinos menores de 35 en el entretenimiento» por The Hollywood Reporter, y en octubre de ese año apareció en el tercer episodio de la serie de MTV This Is How I Made It. En el episodio, Rivera relató su carrera infantil como actriz y modelo, así como los momentos difíciles que vivió entre los 16 y los 21 años, antes de conseguir su gran oportunidad en Glee. En 2013, Complex la describió como «el tipo más raro de estrella de Hollywood: una joven actriz genuinamente humilde». En diciembre de 2011 fue nombrada portavoz de la marca Proactiv, y en marzo de 2017 se convirtió en embajadora de la marca NIOXIN, una solución contra la pérdida de cabello, después de haber experimentado caída del cabello tras dar a luz.

## Desaparición y fallecimiento

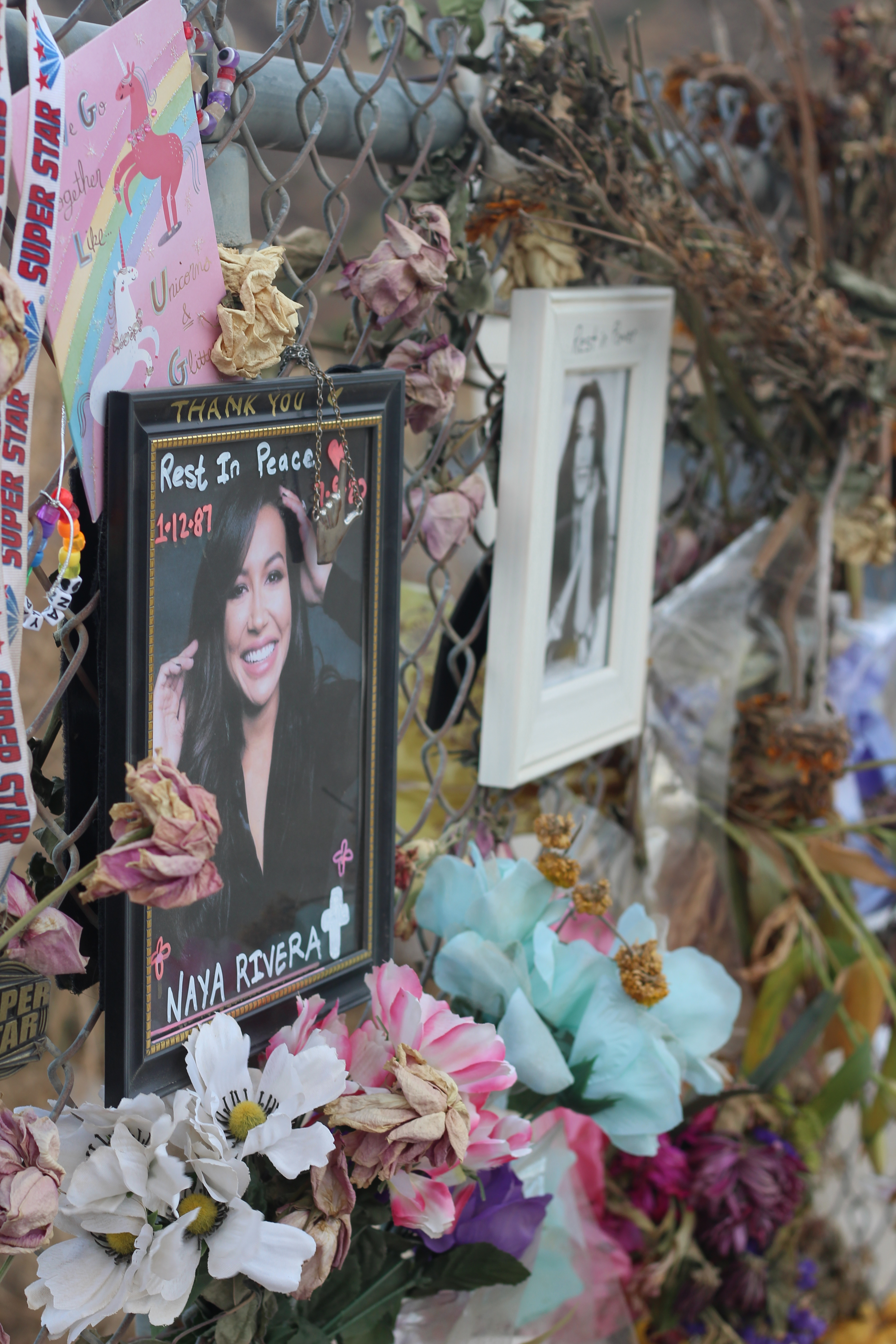
Monumento a Rivera en el lago Piru.

El 8 de julio de 2020, Naya Rivera fue declarada desaparecida después de que su hijo de cuatro años, Josey, fuera encontrado solo en un bote que ella había alquilado en el lago Piru, un embalse ubicado en el Bosque nacional Los Padres, en el condado de Ventura, California. Rivera había visitado el lago durante años y era considerada una nadadora experimentada. La búsqueda de Rivera y Josey comenzó a las 4:00 p. m. (hora del Pacífico), tres horas después de que salieran del muelle, cuando se cumplió el tiempo de alquiler del bote y no habían regresado. Josey fue encontrado solo, dormido en el bote con su chaleco salvavidas puesto, alrededor de las 5:00 p. m.
Josey contó a los investigadores que ambos estaban nadando cuando Rivera le indicó que regresara al bote. Según los informes policiales, Josey recordó que su madre lo ayudó a subir de nuevo al bote, pero que ella no pudo hacerlo y luego desapareció bajo el agua. En la demanda presentada por Ryan Dorsey, se afirma que Josey subió al bote por su cuenta, mientras su madre luchaba por hacer lo mismo. Ambos relatos coinciden en que el niño vio a su madre levantando las manos y pidiendo ayuda mientras él buscaba una cuerda en el bote para ayudarla. También declaró que su madre no llevaba puesto un chaleco salvavidas.
Al día siguiente, la Oficina del Sheriff del Condado de Ventura confirmó a NBC que Rivera era presumida muerta, y los esfuerzos de rescate se convirtieron en una operación de recuperación del cuerpo. Los días 11 y 12 de julio, los padres de Rivera, su padrastro, su hermano, su exesposo Ryan Dorsey y su amiga cercana y compañera de elenco Heather Morris se unieron al equipo de búsqueda en el lago. La oficina del sheriff desalentó a más civiles de unirse a la búsqueda debido a las condiciones peligrosas del terreno.
El 13 de julio, se anunció que los buzos habían encontrado un cuerpo en el lago Piru cuando la búsqueda se reanudó esa mañana, y más tarde ese mismo día se confirmó en una conferencia de prensa que el cuerpo era el de Naya Rivera. El sheriff sugirió que Rivera y Josey podrían haberse visto atrapados en una corriente de resaca y que ella probablemente reunió suficiente energía para salvar a su hijo, pero no la suficiente para salvarse a sí misma. El 14 de julio, el forense del condado de Ventura publicó el informe de la autopsia, en el que se determinó que la causa de la muerte fue un ahogamiento accidental, sin evidencia de lesiones ni intoxicación. Rivera fue enterrada en el cementerio Forest Lawn Memorial Park en Hollywood Hills, un lugar conocido por albergar los restos de muchas figuras de la industria del entretenimiento, tras una ceremonia privada el 24 de julio de 2020.

### Reacciones
Los admiradores de Naya Rivera publicaron mensajes de apoyo durante el tiempo en que estuvo desaparecida y homenajes tras la confirmación de su fallecimiento. Su familia agradeció el «desbordante amor» en un mensaje compartido el 15 de julio. Su exesposo, Ryan Dorsey, no hizo ninguna declaración pública hasta después del funeral de Rivera, cuando publicó en Instagram que aún le costaba creer en su muerte, pero que tener a su hijo hacía que sobrellevarlo fuera más fácil. Su novio, Jones, hizo una publicación en Instagram el día en que se encontró el cuerpo, expresando su dolor mientras se centraba en el amor que Rivera sentía por su hijo. Políticos y artistas prominentes del mundo de la música, la televisión, el cine y el teatro también compartieron mensajes en su memoria.
Se construyó un monumento en honor a Rivera bajo el letrero del lago Piru en los días posteriores a su muerte. El lago permaneció cerrado al público durante más de un mes después de su fallecimiento, y se prohibió nadar en él.

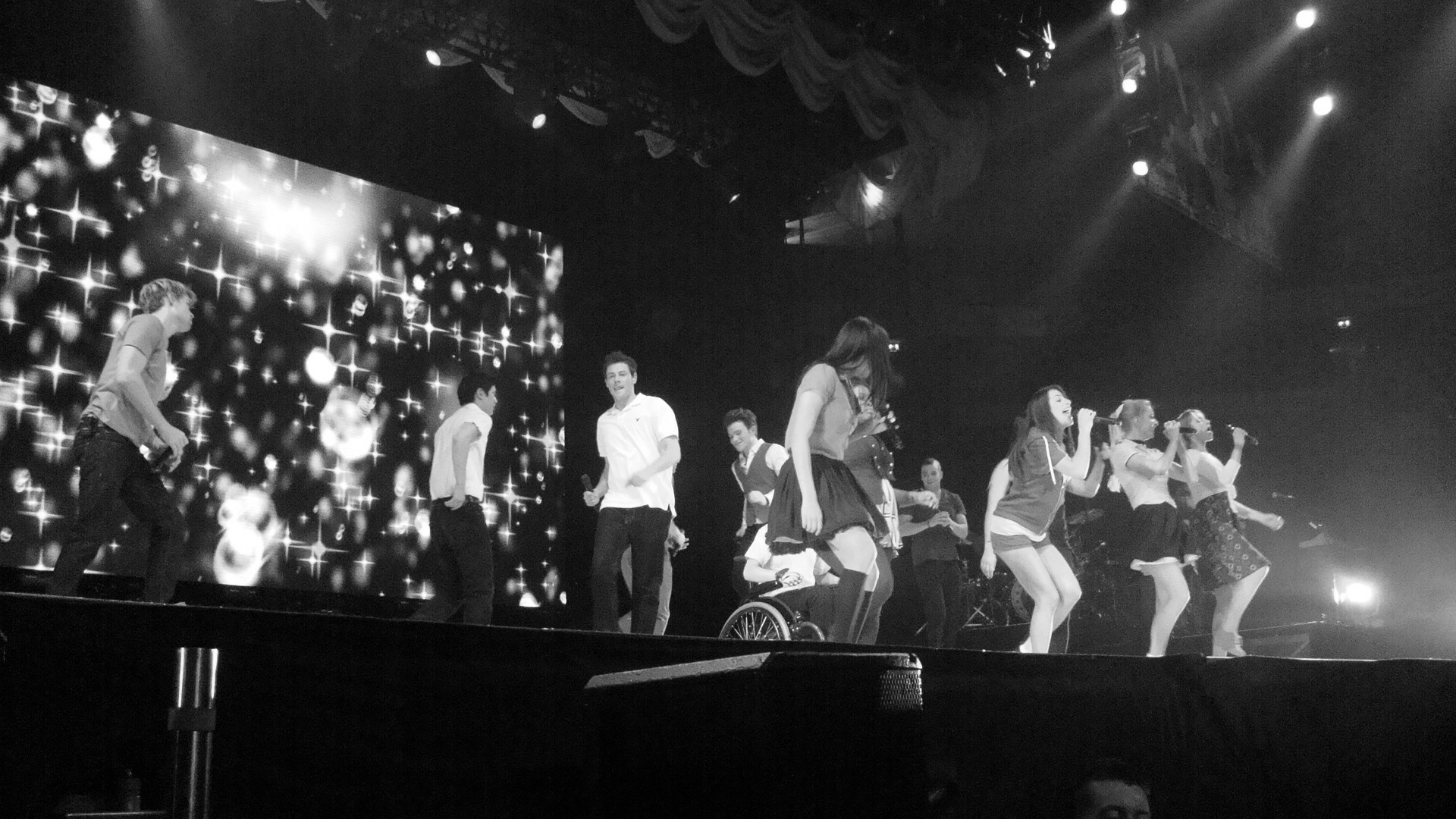
Elenco de Glee el 23 de junio de 2011 en el Manchester Arena. Última fotografía del elenco que incluye a los fallecidos Cory Monteith (con camiseta blanca y micrófono en la mano), y Naya Rivera (con falda, sin la cara visible).

Muchos de sus compañeros de Glee también le rindieron homenaje, y los creadores de la serie, Ryan Murphy, Ian Brennan y Brad Falchuk, anunciaron que planeaban crear un fondo universitario para su hijo, Josey. Heather Morris publicó fotos de sus hijos juntos, describiendo a Rivera como una «amiga constante y amorosa» y como «el ser humano más fuerte y resiliente» que había conocido. Amber Riley, bajo su nombre artístico RILEY, interpretó un homenaje a Rivera en el episodio de Jimmy Kimmel Live! del 27 de agosto de 2020. Los medios destacaron que el cuerpo de Rivera fue encontrado en el aniversario de la muerte de su coprotagonista Cory Monteith, siete años antes. Un homenaje que Rivera había cantado para él, la canción «If I Die Young», experimentó un aumento de visitas, y otros miembros del elenco hicieron publicaciones en redes sociales en honor a ambos actores. La madre de Monteith, Ann McGregor, también escribió un extenso homenaje, describiendo cuánto significó la amistad de Rivera para su hijo y su familia, y diciendo: «Te llevaremos en nuestros corazones para siempre. Te extrañamos. Amigos reunidos para la eternidad».

## Filmografía

### Cine
| Año  | Nombre                     | Personaje(s)           | Notas                             | Refs.   |
| ---- | -------------------------- | ---------------------- | --------------------------------- | ------- |
| 2002 | The Master of Disguise     | Capitán América Kid    |                                   | [ 190 ] |
| 2009 | Frankenhood                | Hottie                 | Acreditada como Naya Maria Rivera | [ 191 ] |
| 2011 | Glee: The 3D Concert Movie | Santana Lopez          | Concierto 3D                      | [ 192 ] |
| 2013 | The Naughty List           | Sparkle                | Película animada de Navidad       | [ 193 ] |
| 2014 | At The Devil's Door        | Vera                   | Protagonista                      | [ 194 ] |
| 2017 | Mad Families               | Felipa Jones           | Protagonista                      | [ 195 ] |
| 2017 | And the Winner Isn't       | Ella misma             | Documental                        | [ 196 ] |
| 2021 | Batman: The Long Halloween | Gatúbela / Selina Kyle | Voz                               | [ 197 ] |

### Televisión
| Año       | Nombre                      | Personaje       | Notas                                                                                          |
| --------- | --------------------------- | --------------- | ---------------------------------------------------------------------------------------------- |
| 1991–1992 | The Royal Family            | Hillary Winston | Función regular                                                                                |
| 1992–1993 | Family Matters              | Gwendolyn       | Episodio: «Just One Date», «Heart Strings», «Mama's Wedding»                                   |
| 1993      | The Fresh Prince of Bel-Air | Cindy           | Episodio: «Bundle of Joy»                                                                      |
| 1995      | Live Shot                   | Ann             | Episodio: «Another Day, Another Story»                                                         |
| 1996      | Baywatch                    | Willa           | Episodio: «Scorcher»                                                                           |
| 1997—1999 | Smart Guy                   | Kelly/Tanya     | Episodios: «Baby, It's You and You and You», «Never Too Young»                                 |
| 2002      | House Blend                 | Chloe           | Episodio piloto                                                                                |
| 2002      | Even Stevens                | Charlene        | Episodio: «Short Story»                                                                        |
| 2002—2006 | The Bernie Mac Show         | Donna           | Papel recurrente                                                                               |
| 2004      | 8 Simple Rules              | Nice Girl       | Episodio: «Halloween»                                                                          |
| 2008      | CSI: Miami                  | Rachel Calvado  | Episodio: «Power Trip»                                                                         |
| 2009—2015 | Glee                        | Santana Lopez   | Personaje recurrente (Temporada 1 y 6) Personaje principal (Temporada 2—5)                     |
| 2015      | Devious Maids               | Blanca Álvarez  | estrella invitada 4 episodios, serie de TV Lifetime                                            |
| 2016      | American Dad                | Lolo Fuentes    | Episodio: «The Unincludeds»                                                                    |
| 2017      | RuPaul's Drag Race          | Ella misma      | Jueza invitada                                                                                 |
| 2018—2019 | Step Up: High Water         | Collette Jones  | 20 episodios; temporada 3 en producción en el momento de su muerte.                            |
| 2020      | Sugar Rush: Extra Sweet     | Ella misma      | Jueza invitada; episodio: «Birds of a Feather». Lanzamiento póstumo; episodio dedicado a ella. |
| 2020      | The Eric Andre Show         | Ella misma      | Episodio: «Blannibal Quits». Estreno póstumo; última aparición.                                |

## Teatro
| Año       | Título          | Personaje | Notas                                                       |
| --------- | --------------- | --------- | ----------------------------------------------------------- |
| 2006–2007 | U Don't Know Me | Keila     | Los Ángeles (California) y gira nacional por Estados Unidos |

| Año  | Nombre     | Nombre      | Notas         |
| ---- | ---------- | ----------- | ------------- |
| 2014 | Welcome US | Naya Rivera | Love, America |

## Discografía
En 2012, Naya Rivera participó en un sencillo del dúo musical 2Cellos, interpretando una versión de la canción «Supermassive Black Hole» de Muse. El sencillo, del álbum In2ition, pasó dos semanas en las listas, alcanzando el puesto número 16 en el Top 100 de música clásica de iTunes durante la semana del 13 al 19 de julio de 2020, y cayendo al puesto 81 la semana siguiente. La edición de coleccionista japonesa de In2ition también incluyó la versión de «Smooth Criminal» interpretada por el elenco de Glee con la participación de 2Cellos, en la cual Rivera cantaba. Esta versión del álbum llegó al número 1 en Japón y ganó un Japan Gold Disc Award.
En su carrera musical en solitario, Rivera lanzó su sencillo debut, «Sorry», en 2013, con la colaboración de su entonces novio Big Sean. El álbum planeado se mantuvo en desarrollo antes de ser cancelado por completo. El siguiente y último lanzamiento de Rivera fue un EP de seis pistas titulado My Heart en abril de 2019, que contenía las canciones «Seven Days», «Prayer for the Broken», «My Heart», «Think You Slick», «Beautiful Boy» y «Radio Silence». También contribuyó a la banda sonora original de Step Up: High Water, interpretando una versión al piano de «Amazing Grace».
En 2023, la voz de Rivera fue presentada en el sencillo «You and I» de Jaffa Moore, hijo del actor de James Bond, Roger Moore.

### Sencillos
| «Supermassive Black Hole» (2Cellos con Naya Rivera)                                                 | 2012 | —  | —  | —  | In2ition                                  |
| «Sorry» (con Big Sean)                                                                              | 2013 | 34 | 81 | 73 | Sin álbum                                 |
| «Amazing Grace»                                                                                     | 2019 | —  | —  | —  | Step Up: High Water (Original Soundtrack) |
| «You and I» (Jaffa Moore con Naya Rivera)                                                           | 2023 | —  | —  | —  | Photograph                                |
| «Prayer for the Broken» (con amigos de Glee)                                                        | 2023 | —  | —  | —  | Sin álbum                                 |
| El signo «—» indica que la grabación no se incluyó en las listas o no se publicó en ese territorio. |      |    |    |    |                                           |

### ConGlee
Como cantante en el elenco de Glee, Naya Rivera y sus compañeros lanzaron numerosos sencillos y recibieron varios reconocimientos. En 2011, fueron nominados colectivamente a un Premio Grammy por su versión de «Don't Stop Believin'», recibiendo además una nominación al Grammy por un álbum y una nominación a los premios Brit. Al comenzar la sexta temporada, eran el grupo con más canciones en las listas de éxitos en la historia, récord que mantuvieron hasta marzo de 2020.
El primer sencillo de Rivera como vocalista principal en Glee fue el dueto «The Boy Is Mine», interpretado junto a Amber Riley (en el papel de Mercedes Jones). El último sencillo de Glee que entró en las listas durante la emisión de la serie fue la versión de Rivera de «If I Die Young». Además de sus sencillos en las listas, varias de sus interpretaciones han sido especialmente destacadas, entre ellas «Girl on Fire» en la cuarta temporada; «Don't Rain on My Parade» y «Doo Wop (That Thing)» en la quinta; y «Science Fiction Double Feature» y la canción original «Trouty Mouth» en la segunda. Rivera fue una de las cantantes destacadas en la canción original «Loser like Me», que fue certificada Oro. Esta canción, junto con otras cinco interpretaciones de Rivera, se posicionaron en el Top 40 mundial.